# 정읍 고사부리성

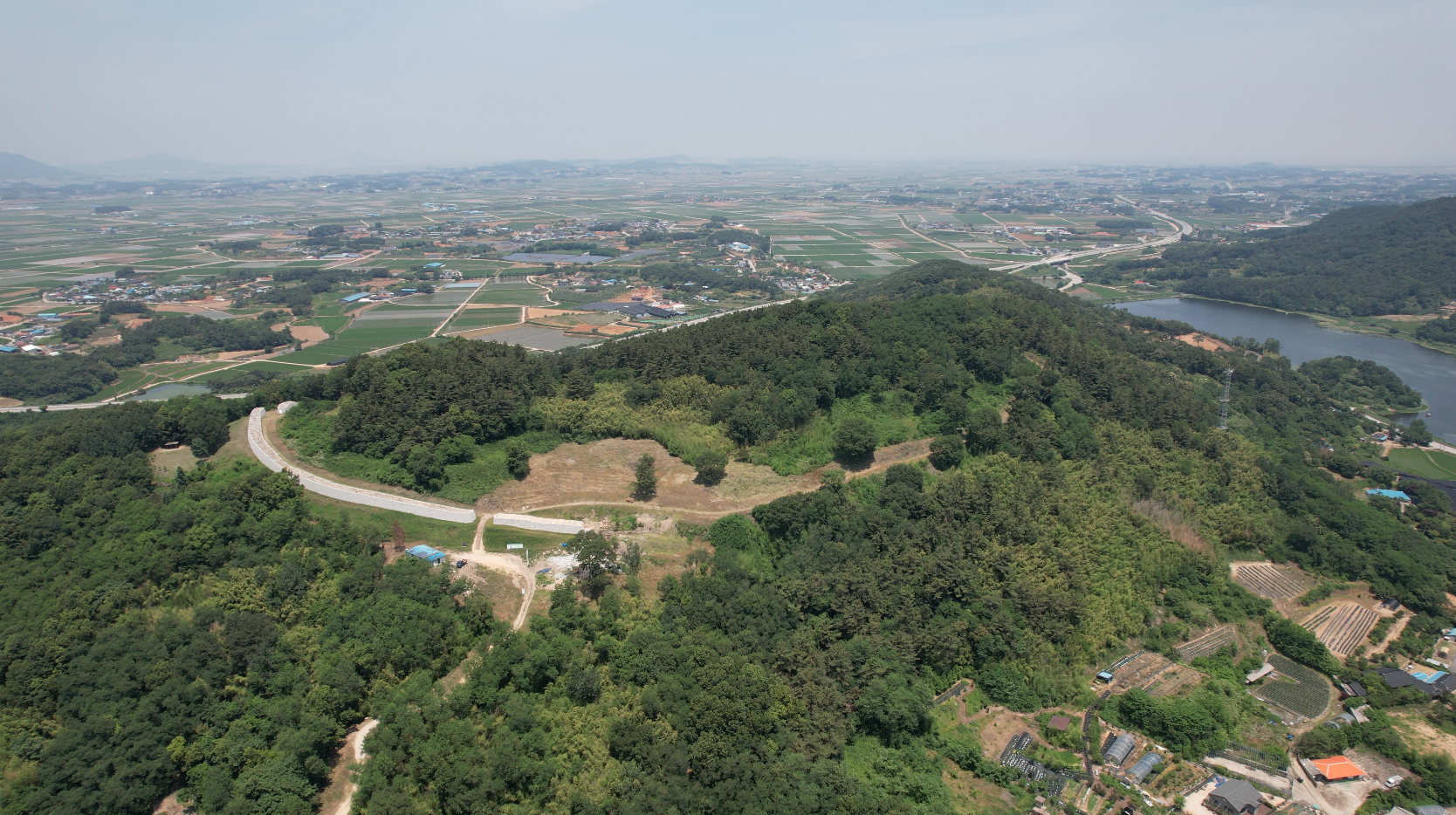
고사부리성 전경

정읍 고사부리성(井邑 古沙夫里城)은 대한민국 전북특별자치도 정읍시 고부면 고부리에 있는 백제의 성곽이다. 2008년 5월 28일 대한민국의 사적 제494호로 지정되었다.

## 개요
정읍 고사부리성은 성황산(해발 132m) 정상부 두 봉우리를 감싸고 있는 성으로 백제시대에 초축(初築)되어 통일신라 때 개축되었고, 고려시대를 거쳐 조선시대 영조 41년(1765) 읍치(邑治)가 이전되기까지 계속적으로 활용되었던 성곽이다.
조선시대 전기까지 석성(石城)이었으나 조선조 후기에 토성(土城)으로 개축된 성곽으로 둘레는 1,050m이며, 지표조사 및 3차례에 걸친 발굴조사 결과 문지 3개소, 집수정, 조선시대 건물지 12개소가 확인되었고, 백제시대 “상부상항(上部上巷인)”라는 인각와(印刻瓦), 기마병(騎馬兵)의 선각와편(線刻瓦片), 통일신라시대의 “本彼官” 명문와 등 다량의 기와가 출토되었다.
이처럼 정읍고사부리성은 잔존상태가 양호한 다양한 유구와 유물로 인해 우리나라 고대 산성 연구에 중요하고 획기적인 자료가 되고 있는 중요 문화유적으로 역사적·학술적 가치가 크다.

## 참고 자료
- 정읍 고사부리성 - 국가유산청 국가유산포털